# Всупереч приходу ночі
«Всупереч приходу ночі» (англ. Against the Fall of Night) — науково-фантастичний роман британського письменника Артура Кларка. Вперше друкувався у листопаді 1948 року частинами на сторінках журналу «Startling Stories», у 1951 році був розширений та доповнений, а 1953 року вийшов як єдина книга у видавництві Гном пресс. У 1956 році твір було перероблено в більший та місцями детальніший роман «Місто та зірки». Пізні видання також включали до себе інший роман Кларка — «Лев Комарру та Всупереч приходу ночі». У 1990 році, з дозволу Кларка, Грегорі Бенфорд написав продовження під назвою «Після приходу ночі», події якого продовжували сюжет роману 1953 року. Зазвичай вони друкуются в оригінальних виданнях разом.
Назва роману запозичена з поеми «Рівнина між морем і землею» А. Е. Гаусмана, що вийшла в «More Poems». Кларк пояснює: «Я також знайшов лінії А. Е. Гаусмана, які не тільки чудово описували мову, але й давали мені назву мого першого роману: «Тут, на рівні піску, між морем і землею, що мені робити або писати проти ночі?»

## Сюжет
Через багато мільярдів років на Землі існує лише одне місто Діаспар. Решта, згідно переказів, були знищені Загарбниками. Сімнадцятирічний юнак Елвін цікавиться зовнішнім світом за мурами міста. Блукаючи по башті, щоб побачити захід сонця, він знаходить скелю з написом: «Є кращий шлях. Передайте моє привітання зберігачу записів. Алайн з Ліндару».
Елвін вирушає до Рордена, зберігача записів, який має доступ до «всього знання людства». Рорден підтверджує, що напис був залишений ним, але не вірить, що Елвін готовий зрозуміти те, що за ним стоїть.
Через три роки Рорден розповідає, що він не лише чекав, коли Елвін стане повнолітнім, але й намагався з'ясувати, як люди в минулому покидали місто. Він та Елвін знаходять вихід з Діаспару. Елвін виявляє тунелі, що ведуть і пункт призначення під назвою Ліс.
Очікуючи побачити там покинуте місто, Елвін натомість знаходить Ліс багатолюдним. Тамтешні жителі відрізняються від його народу зовні та живуть коротким, але насиченим життям, а також мають телепатичні здібності. Ці люди знають про Діаспар, але не схвалюють його спосіб життя. Елвіну забороняють повертатися додому, оскільки містяни не хочуть, щоб він розповів про Ліс людям з Діаспару. Вони зв'язуються з Рорденом, який вже знав про Ліс, та повідомляють тому, що Елвін залишиться на три дні, щоб дозволити Раді Лісу вирішити його долю.
У Елвіна з'являється друг на ім'я Теон, у якого є гігантська комаха на ім'я Криф. Хоча Теон показує Елвіну Ліс, хлопці дізнаються, що обидва знають легенду про Шалмірану, фортецю, згадану в найдавнішій історії людства; фортецю, яка захищала їх від Загарбників і втрата якої позначила кінець освоєння космічного простору. Вже наступного дня хлопці вирішують розшукати фортецю. Там вони виявляють, що велика стіна, яка захищала її, збереглася, хоча її скелі з часом були зруйновані. Коли вони потрапляють у фортецю, то знаходять старого чоловіка, з яким діляться їжею та історією свого походження; він виявляється учнем легендарного Вчителя. Цей Вчитель прийшов з космосу під час відбудови після вторгнення, залучаючи послідовників своїми силами та машинами. Перед смертю той повідомив про майбутнє повернення «Великих». Його учні створили із вчення Вчителя релігію, а його самого вважали пророком. Згодом релігія занепала, а старий — один з небагатьох її послідовників; у нього також залишилося декілька машин Вчителя.
Елвін просить позичити одного з роботів старого, щоб він міг привести його до Рордена. Хлопці повертаються до Ліс, де Елвіну пропонують вибір: або залишитися в Лісі назавжди, або повернутися до Діаспара без спогадів. Елвін погоджується на стиранням пам'яті, але програмує робота, щоб той його викрав, перш ніж у хлопця витруть спогади, та відвіз його до транзитної станції. Він повертається додому, де знаходить Рордена, і вони дивляться на місто, де роботи виготовляються та ремонтуються іншими роботами. Робот-ремонтник повідомляє, що він не може відремонтувати робота Елвіна, але виготовляє його дублікат. Рада не довіряє Елвіну й погрожує запечатати шлях до Лісу.
Елвін показує Рордену космічний корабель, похований під пісками за містом, що був особистим кораблем Вчителя. Хлоець вирішує взяти корабель і вирушити до Лісу, щоб повернути робота. Він зустрічається з Теоном й розповідаж Раді Лісу, що Діаспар знає про їхнє місто. З вигляду корабля обидві культури розуміють, що будуть змушені взаємодіяти. Елвін відправляється до Шілмарни, щоб повернути робота, проте знаходить старого вже мертвим, а його машини залишилися назавжди охороняти тіло покійного.
Елвін бере свій корабель у космос та спрямовує його до дивної форми сузір'я. Він відправляється до центральної зірки і зустрічає іншопланетну істоту, яка за зростом трохи більша дитини, але володіє більшою кількістю спогадів, ніж будь-яка людина. Іншопланетянин на ім'я Ванамонд переконаний, що Елвін є Творцем, якого він чекав. Елвін повертаються додому, де люди з Лісу та Діаспара зустрічаються, щоб вивчити прибульця. Кожен використовує свої сильні сторони, щоб дізнатися більше про власну історію.
Обидва народи дізнаються, що відома їм історія хибна. В давнину, вийшовши в космос, люди зустрілися з цивілізаціями набагато розвиненішими. Вони вчилися в них і вирішили досягти вищого ступеню розвитку, перш ніж надалі освоювати космос. Вони витратили півмільярда років на те, щоб винайти безсмертя, як діаспарці, та телепадію, як жителі Лісу. Після самовдосконалення вони намагалися створити чистий розум, вільний від фізичного тіла, проте він виявився ворожим до матерії. Цей розум, який отримав ім'я Божевільний розум, майже знищив Галактику та був ув'язнений, і тепер чекає часу, коли його пута ослабнуть. Після того, як Божевільний Розум був подоланий, люди створили Ванамонада, якому належить боротися проти Божевільного розуму наприкінці часу.

## Політичні аспекти
У книзі протиставляються життя в Діаспарі та життя в Лісі. Діаспар уособлює в собі міські цінності, в якому технології забезпечують рутинні завдання, тому люди перевадно зайняті розвагами. Протилежні цінності сповідує Ліс — це сільський стиль, близький до природи. Коли Елвін повторно зіткнув два світи, вони виявили, що потребують один одного, і що їхні культури знаходяться в застої. Рада Діаспара стала старою й неспроможною, і не переймалася життям молоді, тоді як Ліс не бажав порушення природного способу життя міським укладом. Коли дві культури зустрілися, вони виявили, що доповнюють одна одну: Діаспар нескінченним життям і технологіями, а Ліс кмітливістю та телепатією.

## Відгуки
Грофф Конклін описав оригінальне видання роману як «легку, просту, динамічну і місцями розкішну фантастику». Бучер і Маккомас похвалили цю «коротку, але насичену книгу» як «прекрасну», описуючи її як «поезію, і трепет, і дивизну» та охарактеризували Кларка як «поета-пророка настільки віддаленого майбутнього, що його найбільш прозаїчна наука перевершує наше технічне розуміння». П. Шуйлер Міллер зазначив, що оскільки сюжет «так добре розкритий, [що] історія стає правдоподібною, а її магія розповсюджується як на читача, так і на героїв роману». У 1969 році Олексій Паншин написав, що однак «історія загалом нерозвинена — занадто багато стверджується, занадто мало роз'яснюється».

## Особливість
Роман розпочинається фрагментом оповіді, очевидно написаним окремо в 1935 році, в якому всі мешканці Діаспара мовчали, й Елвін кликав свого батька, після того як побачив щось на небі. Це хмари. Ця сцена відсилає до «пустелі в кінці часів».